# Список керівників держав XXX століття до н. е.
Список керівників держав 4 тисячоліття до н.е.  — Список керівників держав XXIX століття до н. е.

## Азія

### Шумер
Допотопні правителі:
- Алула, цар Шумеру, енсі Еріду (раніше 2900 до н.е. або легендарний)
- Аллалгар, цар Шумеру, енсі Еріду (раніше 2900 до н.е. або легендарний)
- Ен-Менлуана, цар Шумеру, енсі Бад-Тібіра (раніше 2900 до н.е. або легендарний)
- Ен-Менгалана, цар Шумеру, енсі Бад-Тібіра (раніше 2900 до н.е. або легендарний)
- Думузі-пастух, цар Шумеру, енсі Бад-Тібіра (раніше 2900 до н.е. або легендарний)
- Ен-Сібзаанна, цар Шумеру, енсі Лараку (раніше 2900 до н.е. або легендарний)
- Ен-Мендурана, цар Шумеру, енсі Сіппару (раніше 2900 до н.е. або легендарний)
- Убар-Туту, цар Шумеру, енсі Шуруппаку (раніше 2900 до н.е. або легендарний)
- Зіусудра, цар Шумеру, енсі Шуруппаку (раніше 2900 до н.е. або легендарний)

## Африка

### Раннє царство (Стародавній Єгипет)

#### Перша династія:
- Джер, фараон (бл. 3000 до н.е.)
- Уаджі (Джет), фараон (бл. 2980 до н.е.)
- Мернейт, регент (бл. 2970 до н.е.)
- Ден, фараон (бл. 2970 до н.е.)
- Аджіб, фараон (бл. 2930 до н.е.)
- Семерхет, фараон (бл. 2920 до н.е.)
- Каа, фараон (бл. 2910 до н.е.)